# Вишнек, Матей
Матей Вишнек (рум. Matei Vișniec, 29 января 1956, Рэдэуци) — румынский писатель и журналист, живёт во Франции.

## Биография
Окончил Бухарестский университет, где изучал историю и философию. Дебютировал как поэт, опубликовал три книги, получил ряд премий, включая премию Союза писателей Румынии (1985). С 1977 начал писать пьесы, но ни одна из них не была допущена цензурой к публикации и постановке. В 1987, будучи приглашён во Францию, попросил политического убежища. Перешёл на французский язык. Работал на BBC и RFI.  С 1993 — гражданин Франции.

## Творчество
Кроме поэзии, автор двух романов, написанных на румынском языке,  и нескольких десятков пьес, которые с успехом идут на сценах всего мира.

## Признание
- Великий офицер ордена «За верную службу» (2016 год, Румыния)[1].
- Командор ордена «За верную службу» (2000 год, Румыния)[2].
- Награждён премиями в Румынии и  Франции. В 1996 Национальный театр в Тимишоаре провёл фестиваль, в рамках которого 12 театральных трупп показывали свои постановки пьес Вишнека.

## Публикации на русском языке
- Считай, что ты – Бог: сценки для театра
- Считай, что ты - Бог. М.: Критерион, 2009
- Кони под окном. М.: Критерион, 2009
- Машина Чехов. М.: Комментарии, 2009
- Замечательное путешествие медведей панда, рассказанное саксофонистом, у которого была подружка во Франкфурте. М.: Комментарии, 2010
- Синдром паники в городе огней: Роман. М.: Ad Marginem, 2012
- Пьесы в переводах Анастасии Старостиной
- Господин К. на свободе: Роман. М.: Издательство Ивана Лимбаха, 2014